# درعوسة
دُرْعُوسَة (الاسم العلمي Phasianella)، جنس حيوانات بحرية من ألرخويات معديات الأرجل وفصيلة المديعيات. أنواعها المعاصرة المعروفة عديدة منتشرة في معظم بحار البلاد الحارة والمعتدلة الحرارة. أصدافها جميلة، مزخرفة، كبيرة القد، واضحة الحلزنة وسيعة الفوهة القلبية الشكل. أجسامها إهليلجية. رؤوسها خماسية الزوائد المسننة الأطراف، مستطيلة الأخطام المخروطية الشكل، ثنائية اللوامس المعيونة. لوامسها الجانبية خيطية الشكل، سداسية.